# 神戸市主要地方道山麓線
神戸市主要地方道山麓線（こうべししゅようちほうどうさんろくせん）は、兵庫県神戸市灘区から同市須磨区に至る市道（主要地方道）。

## 概要
神戸市に東西に連なる六甲山系の山裾を通る路線である。大半の区間で住宅地の中を抜ける片側1車線の道路が続くが、神戸市道湊町線と神戸市道夢野白川線に接続する夢野町2丁目交差点 - 鵯越交差点間は片側2車線となっているほか、異人館街として知られる中央区北野町では東行きの一方通行となる。このため起点から終点に向けて自動車で走破することはできない。

### 路線データ
- 起点 : 神戸市灘区（徳井交差点、国道2号交点）
- 終点 : 神戸市須磨区（名称無し交差点、兵庫県道21号神戸明石線交点）[1]
- 路線延長 : 16.8 km[2]

## 歴史
- 1964年（昭和39年）12月28日 - 昭和39年建設省告示第3620号「道路法の規定に基づき主要な都道府県道及び市道を指定する等の件」において、神戸市道山麓線（神戸市東灘区 - 神戸市須磨区）が山麓線として主要地方道に指定される

## 地理

### 通過する自治体
- 神戸市（灘区 - 中央区 - 兵庫区 - 長田区 - 須磨区）

### 交差する道路
- 国道2号（徳井交差点）
- 兵庫県道95号灘三田線（徳井交差点 - 高羽交差点：重複区間）
- 神戸市主要地方道神戸六甲線（徳井交差点 - 弓木町4丁目交差点：重複区間、六甲登山口交差点）
- 阪神高速32号新神戸トンネル（新神戸駅出口）
- 兵庫県道30号新神戸停車場線（フラワーロード、名称無し交差点 - 名称無し交差点：重複区間）
- 山麓バイパス（三宮出口）
- 再度山ドライブウェイ（名称無し交差点）
- 国道428号（平野交差点）
- 神戸市道夢野白川線（旧・西神戸有料道路、鵯越交差点）
- 神戸市主要地方道西出高松前池線（板宿本通商店街、名称無し交差点）
- 兵庫県道22号神戸三木線（前池町3丁目交差点）
- 兵庫県道21号神戸明石線（名称無し交差点）

### 沿線
- 兵庫縣神戸護國神社
- 河内国魂神社
- 神戸労災病院
- 山陽新幹線・神戸市営地下鉄西神・山手線・北神線新神戸駅
- 諏訪山公園
- みなとやま水族館
- 神戸電鉄有馬線長田駅
- 須磨離宮公園